# 車路墘車站
車路墘車站位於臺灣臺南市仁德區保安里，是臺灣糖業股份有限公司關廟線的鐵路車站，1948年10月10日通車，為通車初期7站之一。該車站為三等車站，原址約在仁德糖廠側門旁一株茂盛榕樹附近，由糖廠大門口沿虎山路順著糖廠圍牆可至。
附近有一仁德旗站，於糖廠外三角線間，控制本廠路線進出，該站亦屬南北平行預備線的本州線，後方為廠內線。

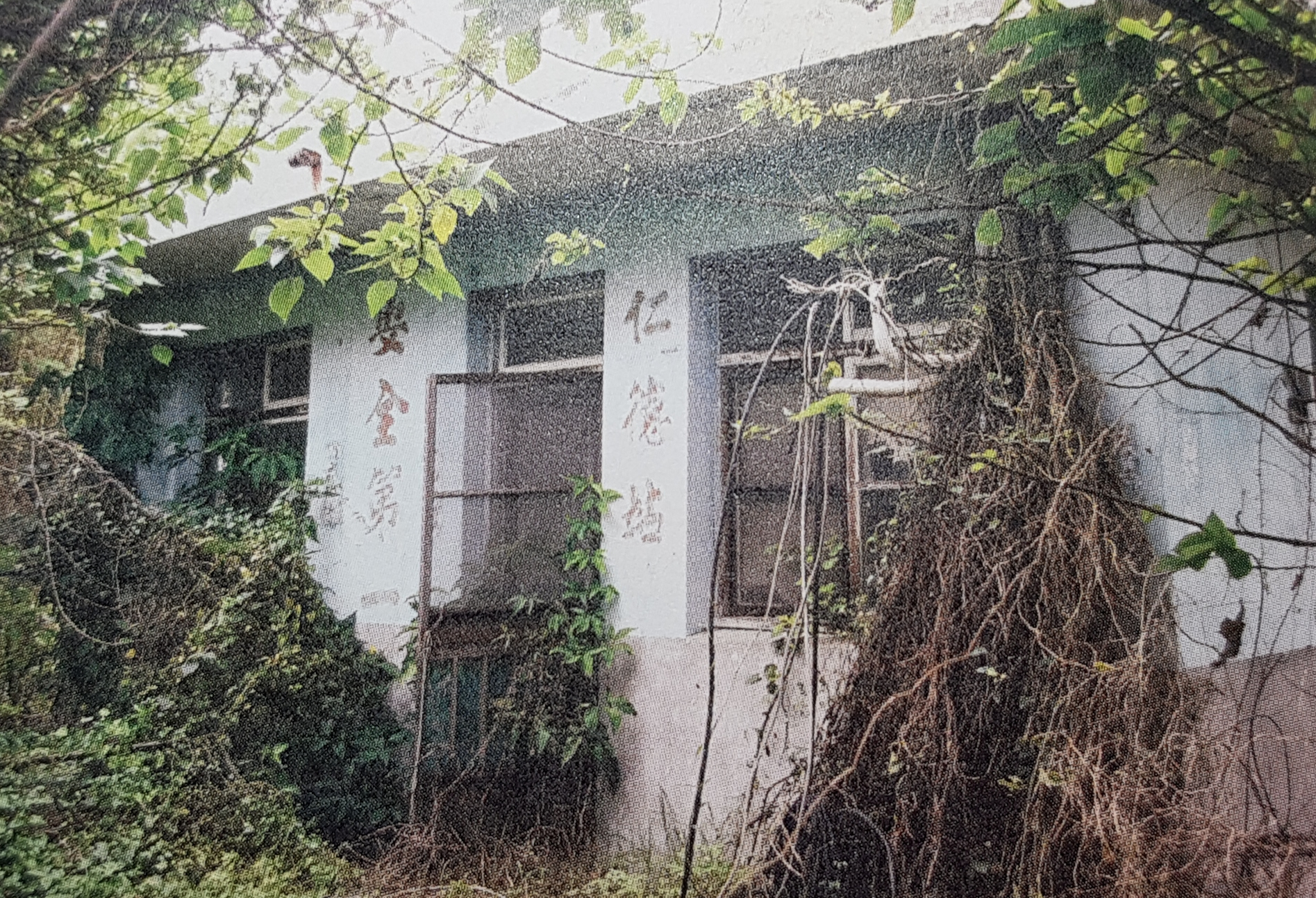
仁德(旗)站